# Rochester International Classic 1997
De Rochester International Classic 1997 was de negende en laatste editie van deze wielerkoers in Groot-Brittannië, die gedurende de eerste vijf edities door het leven ging als de Wincanton Classic en daarna driemaal als de Leeds International Classic. De wielerrace werd verreden op 17 augustus, in en rond Leeds, Engeland. De koers was 242 kilometer lang, en maakte deel uit van de strijd om de wereldbeker. Aan de start stonden 140 renners, van wie 85 de finish bereikten. Na 1997 verdween de Britse wielerwedstrijd van de wereldbekerkalender en werd vervangen door de HEW Cyclassics, een wedstrijd in Duitsland.

## Uitslag
| Rochester International Classic 1997 |                       |                    |            |
| Plaats                               | Naam                  | Ploeg              | Tijd       |
| Winnaar                              | Andrea Tafi           | Mapei-GB           | 6u 07' 42" |
| 2                                    | Andrea Ferrigato      | Roslotto-ZG Mobili | + 43"      |
| 3                                    | Gianluca Bortolami    | Festina            | z.t.       |
| 4                                    | Stéphane Heulot       | FDJ-BigMat         | z.t.       |
| 5                                    | Andrea Vatteroni      | Scrigno            | z.t.       |
| 6                                    | Maximilian Sciandri   | FDJ-BigMat         | + 49"      |
| 7                                    | Roberto Petito        | Saeco              | + 55"      |
| 8                                    | Daniele Nardello      | Mapei-GB           | z.t.       |
| 9                                    | Oleksandr Hontsjenkov | Roslotto-ZG Mobili | z.t.       |
| 10                                   | Alberto Elli          | Casino             | z.t.       |
|                                      |                       |                    |            |
| 14                                   | Jo Planckaert         | Lotto-Belisol      | z.t.       |
| 21                                   | Erik Dekker           | Rabobank           | z.t.       |

1989 · 1990 · 1991 · 1992 · 1993 · 1994 · 1995 · 1996 · 1997